# دولت دایه
دولت دایه یا دولت تیمارگر(به انگلیسی: nanny state) لفظی با منشأ بریتانیایی است که این دیدگاه را بیان می‌کند که یک دولت و سیاست‌های آن بیش از حد محافظت‌کننده‌اند یا با اختیار و انتخاب فرد به نحو ناروایی مداخله می‌کنند.این لفظ دولت را به پرستار کودک تشبیه می‌کند و نخستین‌بار یکی از اعضای حزب محافظه‌کار بریتانیا در روزنامه خود بکار برد. برخی امور دولتی که نماد دولت تیمارگر خوانده شده‌اند ناشی از اعمال بهداشت عمومی، مدیریت ریسک سلامت و سیاست‌های ایمنی هستند.

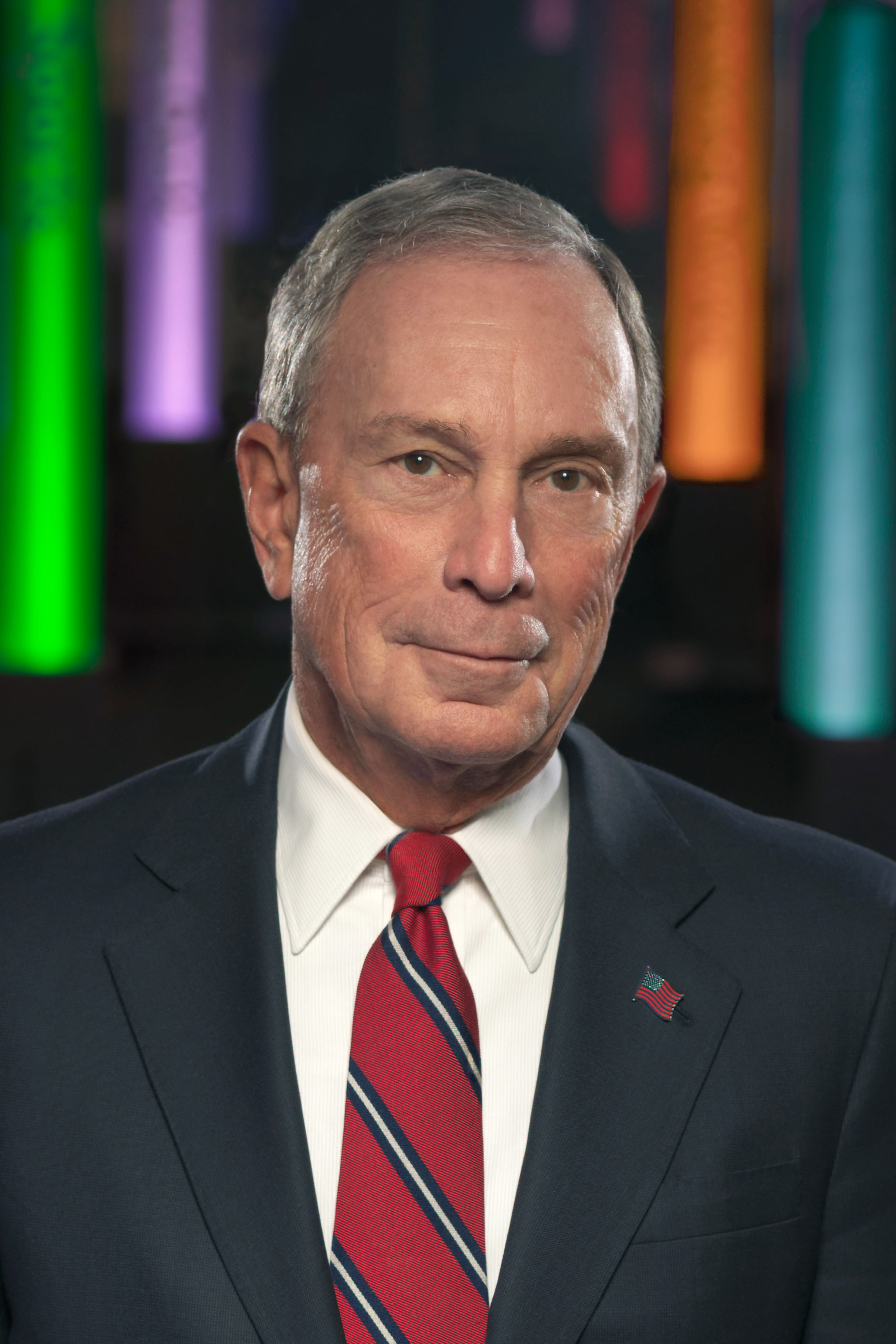
مایکل بلومبرگ، شهردار سابق نیویورک از سیاستمداران حامی دولت تیمارگر توصیف شده است.

## ارجاعات
1. ↑  «دولت تیمارگر» [علوم سیاسی و روابط بین‌الملل] هم‌ارزِ «nanny state»؛ منبع: گروه واژه‌گزینی. دفتر ششم. فرهنگ واژه‌های مصوب فرهنگستان. تهران: انتشارات فرهنگستان زبان و ادب فارسی. شابک ۹۷۸-۹۶۴-۷۵۳۱-۸۵-۶ (ذیل سرواژهٔ دولت تیمارگر)
2. ↑  "nanny, n.1 and adj". OED Online. Oxford University Press. December 2011. Retrieved 2 February 2012.
3. ↑  James, Frank (May 31, 2012). "Bloomberg Becomes Nanny-State Epitome For Some, Giving Obama A Breather". NPR: it's all politics.

## پیوندها به بیرون
- Coote, Anna (26 May 2004). "Nanny madness". The Guardian.